# تمبي
تمبي (بالإنجليزية: Tempe, Arizona)‏ هي مدينة تقع في مقاطعة ماريكوبا، أريزونا بولاية أريزونا في الولايات المتحدة. تأسست عام 1894، تبلغ مساحة هذه المدينة 102.3 (كم²)، وترتفع عن سطح البحر 347.47 - 455.68 م، بلغ عدد سكانها 161719 نسمة في عام 2010 حسب إحصاء مكتب تعداد الولايات المتحدة وتصل الكثافة السكانية فيها 1570.6 نسمة/كم2.

## التركيبة السكانية
حدّد مكتب تعداد الولايات المتحدة بيانات التركيبة السكانية لتمبي في تعداد الولايات المتحدة. في ما يلي، التركيبة السكانية حسب تعدادي 2000 و2010.

### تعداد عام 2000
بلغ عدد سكان تمبي 158,625 نسمة بحسب تعداد عام 2000، وبلغ عدد الأسر 63,602 أسرة وعدد العائلات 33,654 عائلة مقيمة في المدينة. في حين سجلت الكثافة السكانية 1,522.6 نسمة لكل كيلومتر مربع (3,943.5/ميل2). وبلغ عدد الوحدات السكنية 67,068 وحدة بمتوسط كثافة قدره 643.8 لكل كيلومتر مربع (1,667.4/ميل2).
وتوزع التركيب العرقي للمدينة بنسبة 77.51% من البيض و3.66% من الأمريكيين الأفارقة و2.01% من الأمريكيين الأصليين و4.75% من الأمريكيين ذوي الأصول الآسيوية و0.29% من سكان جزر المحيط الهادئ و8.49% من الأعراق الأخرى و3.30% من عرقين مختلطين أو أكثر و17.95% من الهسبانيون أو اللاتينيون من أي عرق.
بلغ عدد الأسر 63,602 أسرة كانت نسبة 26.9% منها لديها أطفال تحت سن الثامنة عشر تعيش معهم، وبلغت نسبة الأزواج القاطنين مع بعضهم البعض 38.4% من أصل المجموع الكلي للأسر، ونسبة 9.7% من الأسر كان لديها معيلات من الإناث دون وجود شريك، بينما كانت نسبة 4.9% من الأسر لديها معيلون من الذكور دون وجود شريكة وكانت نسبة 47.1% من غير العائلات. تألفت نسبة 28.5% من أصل جميع الأسر من عدة أفراد يعيشون في نفس المنزل ونسبة 4.6% كانت تتألف من شخص يعيش بمفرده يبلغ من العمر 65 عاماً أو أكثر. وبلغ متوسط حجم الأسرة المعيشية 2.41، أما متوسط حجم العائلات فبلغ 3.05.
بلغ العمر الوسطي للسكان 28.8 عاماً. وكانت نسبة 19.8% من القاطنين تحت سن الثامنة عشر، وكانت نسبة 18.5% بين الثامنة عشر والرابعة والعشرين عاماً، ونسبة 33% كانت واقعةً في الفئة العمرية ما بين الخامسة والعشرين والرابعة والأربعين عاماً، ونسبة 18.4% كانت ما بين الخامسة والأربعين والرابعة والستين، ونسبة 6.9% كانت ضمن فئة الخامسة والستين عاماً فما فوق. يوجد لكل 100 أنثى 107.8 ذكر، ويوجد لكل 100 أنثى في الثامنة عشر من عمرها فما فوق 108.3 ذكر.
بلغ متوسط دخل الأسرة في المدينة 42,361 دولارًا، أما متوسط دخل العائلة فبلغ 55,237 دولارًا. وكان متوسط دخل الذكور 36,406 دولارًا مقابل 28,605 دولارًا للإناث. وسجل دخل الفرد الخاص بالمدينة 22,406 دولارًا. وكانت نسبة 7.5% من العائلات ونسبة 14.3% من السكان تحت خط الفقر، وكان من هؤلاء نسبة 14.4% تحت سن الثامنة عشر ونسبة 5.1% في الخامسة والستين من العمر وما فوق.

### تعداد عام 2010
بلغ عدد سكان تمبي 161,719 نسمة بحسب تعداد عام 2010، وبلغ عدد الأسر 66,000 أسرة وعدد العائلات 31,550 عائلة مقيمة في المدينة. في حين سجلت الكثافة السكانية 1,552.3 نسمة لكل كيلومتر مربع (4,020.4/ميل2). وبلغ عدد الوحدات السكنية 73,462 وحدة بمتوسط كثافة قدره 705.1 لكل كيلومتر مربع (1,826.2/ميل2).
وتوزع التركيب العرقي للمدينة بنسبة 72.63% من البيض و5.91% من الأمريكيين الأفارقة و2.89% من الأمريكيين الأصليين و5.70% من الأمريكيين ذوي الأصول الآسيوية و0.40% من سكان جزر المحيط الهادئ و8.53% من الأعراق الأخرى و3.95% من عرقين مختلطين أو أكثر و21.08% من الهسبانيون أو اللاتينيون من أي عرق.
بلغ عدد الأسر 66,000 أسرة كانت نسبة 22.3% منها لديها أطفال تحت سن الثامنة عشر تعيش معهم، وبلغت نسبة الأزواج القاطنين مع بعضهم البعض 31.4% من أصل المجموع الكلي للأسر، ونسبة 10.7% من الأسر كان لديها معيلات من الإناث دون وجود شريك، بينما كانت نسبة 5.8% من الأسر لديها معيلون من الذكور دون وجود شريكة وكانت نسبة 52.2% من غير العائلات. تألفت نسبة 32.3% من أصل جميع الأسر من عدة أفراد يعيشون في نفس المنزل ونسبة 5.4% كانت تتألف من شخص يعيش بمفرده يبلغ من العمر 65 عاماً أو أكثر. وبلغ متوسط حجم الأسرة المعيشية 2.30، أما متوسط حجم العائلات فبلغ 2.97.
بلغ العمر الوسطي للسكان 28.1 عاماً. وكانت نسبة 16.8% من القاطنين تحت سن الثامنة عشر، وكانت نسبة 25.8% بين الثامنة عشر والرابعة والعشرين عاماً، ونسبة 28.8% كانت واقعةً في الفئة العمرية ما بين الخامسة والعشرين والرابعة والأربعين عاماً، ونسبة 20.2% كانت ما بين الخامسة والأربعين والرابعة والستين، ونسبة 8.4% كانت ضمن فئة الخامسة والستين عاماً فما فوق. وتوزع التركيب الجنسي للسكان بنسبة 52.1% ذكور و47.9% إناث.

## المناخ
يظهر الجدول التالي التغييرات المناخية على مدار السنة لتمبي:
| البيانات المناخية لـتمبي          | البيانات المناخية لـتمبي | البيانات المناخية لـتمبي | البيانات المناخية لـتمبي | البيانات المناخية لـتمبي | البيانات المناخية لـتمبي | البيانات المناخية لـتمبي | البيانات المناخية لـتمبي | البيانات المناخية لـتمبي | البيانات المناخية لـتمبي | البيانات المناخية لـتمبي | البيانات المناخية لـتمبي | البيانات المناخية لـتمبي | البيانات المناخية لـتمبي |
| الشهر                             | يناير                    | فبراير                   | مارس                     | أبريل                    | مايو                     | يونيو                    | يوليو                    | أغسطس                    | سبتمبر                   | أكتوبر                   | نوفمبر                   | ديسمبر                   | المعدل السنوي            |
| --------------------------------- | ------------------------ | ------------------------ | ------------------------ | ------------------------ | ------------------------ | ------------------------ | ------------------------ | ------------------------ | ------------------------ | ------------------------ | ------------------------ | ------------------------ | ------------------------ |
| متوسط درجة الحرارة الكبرى °ف (°م) | 69 (21)                  | 73 (23)                  | 78 (26)                  | 86 (30)                  | 95 (35)                  | 107 (42)                 | 105 (41)                 | 103 (39)                 | 100 (38)                 | 89 (32)                  | 78 (26)                  | 68 (20)                  | 88 (31)                  |
| متوسط درجة الحرارة الصغرى °ف (°م) | 39 (4)                   | 42 (6)                   | 46 (8)                   | 52 (11)                  | 60 (16)                  | 68 (20)                  | 75 (24)                  | 75 (24)                  | 68 (20)                  | 56 (13)                  | 45 (7)                   | 38 (3)                   | 55 (13)                  |
| الهطول إنش (مم)                   | 1.08 (27)                | 1.20 (30)                | 1.11 (28)                | 0.28 (7.1)               | 0.14 (3.6)               | 0.03 (0.76)              | 1.06 (27)                | 1.36 (35)                | 0.68 (17)                | 0.64 (16)                | 0.69 (18)                | 1.10 (28)                | 9.37 (238)               |
| المصدر: The Weather Channel       |                          |                          |                          |                          |                          |                          |                          |                          |                          |                          |                          |                          |                          |

## توأمة
لتمبي اتفاقيات توأمة مع كل من:
- ريغنسبورغ (1978 - )
- إسكوبية
- لور هوت
- تمبكتو
- تشنجيانغ

## أعلام
- شون باترسون
- وفاة إلين هيرزبرغ
- رشاد بومان
- شون ديلاني
- دان ديفين
- داني مارتينيز
- زاك ميلر
- كلايد بي. سميث
- جاي ميلر
- نيت هاوثورن

## وصلات خارجية
- http://www.tempe.gov/